# ÖNWB XVIb
Az ÖNWB XVIb egy gyorsvonati szerkocsisgőzmozdony-sorozat volt az Osztrák Északnyugati Vasútnál (Österreichischen Nordwestbahn, ÖNWB).
A hat mozdonyt a StEG mozdonygyára építette. Az ÖNWB a kompaund mozdonyokat a XVIb sorozatba osztotta. Az ikergépes változatot nem sikerült elkészíteni, így a XVIa sorozatszám nem lett felhasználva. A XVIb sorozat gyorsabb volt,  mint a többi StEG gyorsvonati mozdony, így az ÖNWB versenyezni tudott a konkurenciával. Sőt, erősebb volt a hasonló régebbi KFNB és kkStB sorozatoknál (kkStB 6 sorozat, kkStB 106 sorozat, kkStB 206 sorozat) is. A kazán  megegyezett az ÖNWB XIV sorozatéval, a hengerek a kkStB 106 sorozatéval.
Az 1909-es államosítás után a kkStB a 208 sorozatba osztotta a mozdonyokat.
Az első világháború után  a sorozat összes mozdonya  a ČSD-hez került a ČSD 264.4 sorozatba és 1937-ig selejtezték őket.

## Fordítás
- Ez a szócikk részben vagy egészben  az   ÖNWB XVIb című német Wikipédia-szócikk fordításán alapul.  Az eredeti cikk szerkesztőit annak laptörténete sorolja fel. Ez a jelzés csupán a megfogalmazás eredetét és a szerzői jogokat jelzi, nem szolgál a cikkben szereplő információk forrásmegjelöléseként.